# Salacia petenensis
Salacia petenensis är en benvedsväxtart som beskrevs av Lundell. Salacia petenensis ingår i släktet Salacia och familjen Celastraceae. Inga underarter finns listade.